# Castelluccio Inferiore
Castelluccio Inferiore (Castëllùccë in dialetto lucano) è un comune italiano di 1 891 abitanti della provincia di Potenza in Basilicata.
È un centro dell'Appennino lucano meridionale, compreso nel parco nazionale del Pollino. Fino al 1813 costituiva un unico comune con Castelluccio Superiore. Il suo territorio rientra nel cuore del Parco Nazionale del Pollino.

## Geografia fisica
Sorge a 495 m nella valle del Mercure-Lao nella parte sud-occidentale della provincia.
Confina con la parte nord-occidentale della provincia di Cosenza e con i comuni di: Castelluccio Superiore (5 km), Laino Borgo (CS) (9 km), Viggianello (18 km) e Latronico (20 km).

## Origini del nome
La denominazione di Castelluccio nasce in seguito alla costruzione di un castello da parte dei nobili Sanseverino e controllato dal capitano lucano di nome Lucio a Castelluccio Superiore. 
Da qui il nome Castel di Lucio e, successivamente, l'odierno nome contratto di Castelluccio.

## Storia
Con la soppressione del feudalesimo, Castelluccio Inferiore acquista l'autonomia amministrativa che aveva detenuto fino al 1813 in concomitanza di Castelluccio Superiore. Fino a quel momento era esistito un unico comune dal nome di Castelluccio.
Sarebbe sorto sia sui resti della "Tebe Lucana", costruita dall'antica popolazione italica degli Osci; e sia sulle rovine dell'antica città presannita e romana di Nerulum (le cui rovine giacciono a pochi chilometri dal paese).
Nel Medioevo appartenne all'Ammiraglio Ruggero di Lauria, alla cui morte i suoi feudi furono divisi. Castelluccio passò sotto il dominio prima dei Sanseverino (che ne furono i feudatari fino alla metà del Cinquecento) e poi, fu feudo dei Baroni Cicinelli - Napolitano e Palmieri. Nel 1570 passò ai Pescara Di Diano fino alla fine della feudalità 1806.
Nel 1813 avvenne la scissione con Castelluccio Superiore.

### Terremoto del 1998
Il 9 settembre 1998 alle ore 13.28 si è registrato un evento sismico di magnitudo 5,6 Richter con epicentro nei comuni di Castelluccio Inferiore e Superiore. Registrate numerose lesioni ai muri portanti ed a tetti delle abitazioni, con crolli di cornicioni e tegole, che hanno indotto l'inagibilità di alcune di esse con sgombero degli occupanti.
Gravemente danneggiati il palazzo comunale, il campanile e la chiesa madre di San Nicola di Mira. Quest'ultima, che aveva registrato il crollo della volta centrale, è stata riaperta al culto il 6 dicembre 2012, dopo 15 anni di ristrutturazione.
L'evento sismico ha segnato profondamente la vita economica-sociale della popolazione in concomitanza alla chiusura della Centrale del Mercure, avvenuta nel 1997.

## Monumenti e luoghi d'interesse
Dislocato ai piedi della Valle del Mercure, il centro storico ha spiccate caratteristiche medievali ed i caratteristici vicoli ne fanno un luogo d'interesse. Nel passato costituiva il nucleo nevralgico delle attività. È diviso in vicinati:
- Carrambon'
- Chiazz'
- Cumment'
- Rizzan'
- Sant'Ann'
- Gallarat'

### Siti archeologici
- Zona archeologica di influenza preromana in località Campanella. Nell'area che si estende lungo il confine tra Lucania e Calabria, ritenuta sede della Nerulum preromana, è stata rinvenuta una tomba con tutto il suo corredo.
- Zona archeologica databile tra età classica ed ellenistica in località Pietrasasso dove sono stati rinvenuti numerosi sepolcri.
- Zona archeologica di influenza preromana in località Vigna della Corte dove sono state rinvenute alcune tombe con i relativi corredi, monete puniche e romane, frammenti di affreschi e anfore.

## Cultura

### Cucina

#### U Picciddèt
“U Picciddèt” è stato riconosciuto come prodotto agroalimentare tradizionale dal Ministero delle politiche agricole alimentari e forestali.
Si tratta di un pane dolce pasquale uno dei pochi lussi che la società castelluccese si concedeva nella ricorrenza della festività cristiana. Alcuni lo traducono nella versione italiana come “buccellato”, nel senso di piccolo pane a forma di corona o bocca (bucca). I “pani”, infatti, impastati in diversa pezzatura, richiamano una corona o una bocca.
La tradizione vuole che si degusti abbinandolo ai salumi del territorio. La modernità invece lo propone congiunto a creme dolci spalmabili come la Nutella.
Il “ picciddèt” castelluccese si può trovare a forma di pane maschio, con un uovo centrale, e di cuzzola, che invece riproduce le sembianze di una bambola.
Talmente complicate erano le operazioni legate alla realizzazione dei picciddèt e tanto sentita era dalla gente dell’epoca tutta la fase di realizzazione, che il processo è divenuto icona del procedimento difficoltoso per antonomasia ed i picciddèt sono diventati nella lingua parlata del posto la metafora delle difficoltà. La frase del dialetto di Castelluccio “han crisciut i picciddèt” (letteralmente: “i picciddèt sono lievitati”), infatti, molto usata nel gergo quotidiano, vuol affermare che si è riusciti a venire a capo di una situazione difficile.

## Società

### Evoluzione demografica
Abitanti censiti

### Etnie e minoranze straniere
Al 31 dicembre 2016 gli stranieri regolari sono 73 (40 maschi e 33 femmine) così suddivisi:
1. Romania: 62
2. Ucraina: 7
3. Polonia, Moldavia, Giappone, Marocco: 1

## Economia
A risollevare le sorti economiche di Castelluccio ed arrestare l'emorragia emigratoria ha ben influito la Centrale del Mercure dell'F2i ed il turismo collegato al Parco Nazionale del Pollino.

## Amministrazione
Di seguito è presentata una tabella relativa alle amministrazioni che si sono succedute in questo comune.
| Periodo | Periodo   | Primo cittadino            | Partito                        | Carica  | Note |
| ------- | --------- | -------------------------- | ------------------------------ | ------- | ---- |
| 1995    | 1999      | Giuseppe Papaleo           | Lista civica (centro-sinistra) | Sindaco |      |
| 1999    | 2004      | Egidio Altieri             | Democratici di Sinistra        | Sindaco |      |
| 2004    | 2006      | Egidio Altieri             | Democratici di Sinistra        | Sindaco |      |
| 2006    | 2011      | Roberto Giordano           | Lista civica (indipendente)    | Sindaco |      |
| 2011    | 2016      | Roberto Giordano           | Lista civica                   | Sindaco |      |
| 2016    | in carica | Paolo Francesco Campanella | Lista civica (PD)              | Sindaco |      |

## Sport
Ha sede nel comune la società di calcio U.S. Castelluccio, fondata nel 1948, che milita nel campionato lucano di Eccellenza.